# Cho Hun (Turner, 1958)
Cho Hun (* 24. Februar 1958) ist ein ehemaliger nordkoreanischer Kunstturner.

## Karriere
Cho Hun nahm an den Olympischen Sommerspielen 1980 in Moskau teil. Gemeinsam mit Han Gwang-song, Kang Gwang-song, Kim Gwang-jin, Li Su-gil und Song Sun-bong belegte er im Mannschaftsmehrkampf den neunten Rang. Darüber hinaus erreichte der Nordkoreaner folgende Platzierungen:
- Einzelmehrkampf: 57. Platz
- Boden: 64. Platz
- Sprung: 63. Platz
- Barren: 24. Platz
- Reck: 56. Platz
- Ringe: 33. Platz
- Pauschenpferd: 59. Platz